# Бератский кодекс
Бератский кодекс (лат. Codex Beratinus; условное обозначение: Φ или 043) — унциальный манускрипт VI века на греческом языке, содержащий текст Евангелия от Матфея и Евангелия от Марка, на 190 пергаментных листах (31 x 27 см). Название рукописи происходит от бывшего места её  хранения.

## Особенности рукописи
Бератский кодекс, написанный серебряными чернилами на пурпурном пергаменте. Сокращения для слов “Бог” и “Иисус” (nomina sacra) выделены золотыми буквами. Текст на листе расположен в двух колонках, 17 строк в колонке, писаны стихометрически, 8-12 букв в строке. Ветхозаветные цитаты маркированы.
Текст Евангелии содержит несколько больших лакун (Матф. 1,1-6,3; 7,26-8,7; 18,23-19,3; Марк. 14,62-16,20). После Матф. 20,28 содержит длинное западное дополнение, которое содержит Кодекс Безы.
Греческий текст рукописи отражает византийский тип текста. По мнению Стритера рукопись является третичным свидетелем кесарийского типа текста. Рукопись отнесена к V категории Аланда.
Бератский кодекс, вместе с Синопским кодексом (О), Россанским кодексом (Σ) и Петербургским Пурпурным кодексом (N), принадлежат к группе пурпурных унциальных рукописей.

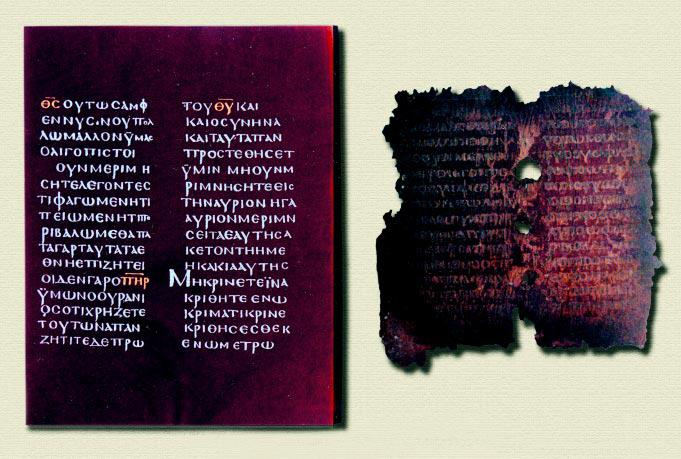
Бератский кодекс

## История
В настоящее время рукопись хранится в Государственном Архиве (Nr. 1), в Тиране, Албания. Прежде принадлежал церкви св. Георгия в Берате. Текст рукописи был издан Батиффолем (P. Batiffol) в 1887 году.
В 2005 году было включено ЮНЕСКО в реестр «Память мира».